# Subdivisions de Bèlgica
Hi ha cinc subdivisions administratives à Bèlgica:
1. Municipi
2. Districte (en francès i neerlandès: arrondissement):
3. Província
4. Comunitat des de 1970
5. Regió des de 1980

Per tal de comprendre la complicada divisió administrativa de Bèlgica vigent en l'actualitat, s'ha de considerar l'organització a l'inici del Regne i la seva evolució.

## De 1831 a 1963
El 1831, l'estat nou va continuar la divisió territorial de l'administració francesa.
1. Municipi (en francès commune, en neerlandès gemeente): 2.739 al 1839 (avui: 597).
2. Districte (en francès i neerlandès: arrondissement): 43 districtes administratius i 27 districtes jurídics.
3. Província (nom nou per als departaments de l'administració francesa): 8 al 1831 i 9 al 1839 (avui: 10).

El distintiu «ciutat» no existeix administrativament, és només un títol honorari acordat per raons històriques.

## De 1963 fins avui

### La frontera lingüística

Comunitats culturals de Bèlgica
Neerlandesa (flamenca)
Francesa
Germanòfona

Després de la Segona Guerra Mundial, el sistema igualitari i unitari francès de la fi del segle xvii començà a ésser obsolet, per l'emancipació de les diverses comunitats lingüístiques i les evolucions sociològiques després de més de 150 anys.
El federalisme belga s'ha construït sobre el concepte de l'equipol·lència de normes; és a dir, que el nivell de poder federal no té cap precedència sobre el poder de les entitats federals; per exemple, un decret votat al parlament való no pot ser contradit per una llei belga. A més, com que les entitats federals tenen, essencialment, competències exclusives –incloent-hi les competències a l'exterior– una competència en particular no pot pertànyer a les entitats federals i alhora a l'Estat belga i viceversa.

Les coses van començar a canviar administrativament a partir de l'any 1963, quan es va fixar per llei una nova demarcació administrativa: la frontera lingüística. En resultaven set categories legals de municipis, segons llur règim lingüístic. En canviar alguns municipis de província, les províncies resultants van esdevenir gairebé monolingües, amb l'excepció del Brabant (Brabant Flamenc i Brabant Való) amb Brussel·les com a capital, que va romandre bilingüe fins a la seva escissió el 1995. Aquesta reforma no va tenir en compte la minoria de parla luxemburguesa al sud-est de la província de Luxemburg.

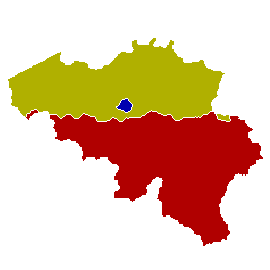
Les regions de Bèlgica
Flandes
Brussel·les
Valònia

| Tipus de municipi belga des del 1963                             | Comunitat des del 1970 | Regió des del 1980               |
| Municipi de parla neerlandesa                                    | Flamenca               | Flandes                          |
| Municipi de parla neerlandesa minoria francesa reconeguda        | Flamenca               | Flandes                          |
| Municipi de parla francesa                                       | Francesa               | Valònia                          |
| Municipi de parla francesa minoria neerlandesa reconeguda        | Francesa               | Valònia                          |
| Municipi de parla francesa minoria alemanya reconeguda           | Francesa               | Valònia                          |
| Municipis bilingües 19 municipis de l'aglomeració de Brussel·les | Francesa Flamenca      | Brussel·les (regió des del 1995) |
| Municipi de parla alemanya minoria francesa reconeguda           | Germanòfona            | Valònia                          |

### Comunitats
El 1970 es fa una primera delegació del poder central, encara de forma modesta: es tracta de l'adveniment de l'autonomia cultural amb la creació de tres comunitats lingüístiques que tenen competències en algunes matèries personalitzables: educació i cultura. N'hi ha tres:
- la neerlandesa (Vlaamse Gemeenschap) (fusionada amb la regió flamenca)
- la francesa (Communauté française de Belgique)
- l'alemanya (Deutschsprachige Gemeinschaft Belgiens).

### Regions
El 1980 es van crear les regions, que tenien competències territorials. De reforma a reforma, s'aniran transferint més competències del govern central (des del 1995, federal) als governs de les comunitats i regions. Aquest procés no ha acabat. Després de cada elecció, les negociacions són dificultoses. En general, des del 1995 els flamencs volen més descentralització de competències i de diners, mentre que els valons i els francòfons de Brussel·les es decanten pel manteniment d'una fórmula estable.
- Flandes
- Brussel·les
- Valònia

### Altres canvis de les fronteres administratives
També, de 1970 a 1977, en fusionar els municipis i reduir-ne el nombre dels 2.739 del 1831 als 597 actuals, es va minvar el paper de les províncies, ja que no hi havia gaires petits municipis per a prestar-hi serveis mancomunats.
Amb la reforma del 1995, la província de Brabant es va escindir en tres parts: 
- la província del Brabant Való, amb capital a Wavre;
- la província del Brabant Flamenc, amb capital a Lovaina;
- la regió de Brussel·les-Capital, que no pertany a cap província.

## Competències de les divisions administratives contemporànies
Des de la reforma de 1995, el país, doncs, té 596 municipis, 10 províncies (5 de flamenques i 5 de valones), 3 regions (Valònia, Flandes i Brussel·les) i 3 comunitats (neerlandòfona, francòfona i germanòfona).
| Entitat         | Govern                                                       | Competències |
| Municipi        | Consell municipal burgmestre i regidors                      | gestió de proximitat, educació, urbanisme, cultura, esport, infraestructures locals, policia local… |
| Districte       | Comissari (nomenat)                                          | unes poques competències residuals, divisió pràctica per als tribunals de primera instància |
| Zona de policia | La conferència dels burgmestres elegeix un president         | unió semivoluntària de municipis per raons d'eficàcia, els municipis poden triar, però s'han d'associar |
| Província       | Consell provincial governador (nomenat) i diputats (elegits) | unes competències residuals, supervisió dels municipis petits, educació, cultura, esport… |
| Comunitat       | Parlament comunitari ministres comunitaris                   | matèries personalitzables com ara educació, cultura, esport, prevenció sanitària... |
| Regió           | Parlament regional ministres regionals                       | matèries territorials: infraestructures (excepte les ferroviàries), urbanisme, comerç exterior, política econòmica, afers interiors, agricultura, política industrial, supervisió dels municipis... |
| Estat federal   | Parlament federal (dues cambres) ministres federals          | justícia, defensa, policia federal, afers exteriors (excepte en comerç i cultura), infraestructures ferroviàries, seguretat alimentària, seguretat social, sanitat (excepte la prevenció), presons (excepte per als menors), afers europeus (en col·laboració amb els ministres regionals o comunitaris en igualtat de competències)… |

## Particularitats
- Ben aviat, els flamencs van decidir de fusionar la comunitat i la regió flamenques en un sol govern. Aquest govern té les competències combinades per a tot el territori de Flandes i per a les matèries personalitzables de les persones de parla neerlandesa a la regió de Brussel·les-Capital.
- Els valons i els francòfons de Brussel·les van mantenir les institucions separades; tot i així pot ser que els mateixos ministres tinguin dos càrrecs alhora, en una mena d'unió personal en què són responsables al mateix temps de les matèries comunitàries i regionals.
- Els brussel·lesos de parla francesa i neerlandesa tenen les seves institucions polítiques i administratives, la COCOF (Comissió Comunitària Francòfona) i la VGC (Vlaamse Gemeenschapscommisie). Les matèries culturals bi-comunitàries, és a dir, que no poden atribuir-se a una sola comunitat lingüística (com el Teatre de la Moneda, el Museu d'Art Modern i Contemporani, el jardí botànic Meise) són gestionades per la CCC-GGC (Commission communautaire commune - Gemeenschappelijke Gemeenschapscommissie). D'aquesta manera, una escola de Brussel·les, com a institució pedagògica, dependrà de la Comunitat Francesa si l'escola és francòfona, o de la Flamenca si utilitzen la llengua neerlandesa, tant pel que fa als salaris com dels programes educatius. És un compromís complex, però que permet una cohabitació pacífica de les dues cultures principals del país. Evidentment es produeixen paradoxes com l'existència d'un ministre d'agricultura a la Regió de Brussel·les, amb competències sobre només 17 explotacions.
- La regió valona va delegar unes competències regionals (territorials) al govern de la Comunitat Germanòfona.
- Al parlament i al govern de la regió de Brussel·les, la minoria de parla neerlandesa té una representació garantida. Aquesta concessió va fer-se en bescanvi de la paritat del nombre de ministres francòfons - que són una minoria al nivell nacional - al govern federal.
- La capital de Flandes és la ciutat de Brussel·les, que es troba fora del seu territori; Namur és la capital de la Valònia, i Eupen ho és de la Comunitat Germanòfona.
- Brussel·les, tot i no ésser província, té un governador. Bèlgica, doncs, té 11 governadors i 10 províncies.
- A Brussel·les hi ha establerts sis parlaments: el parlament europeu, la cambra i el senat belgues, el parlament flamenc, el parlament de la regió de Brussel·les i el parlament de la comunitat francòfona.
- Com que la llei no permet de fusionar municipis amb un règim lingüístic diferent, encara queden alguns micromunicipis, com Herstappe, el més petit de Bèlgica, amb 85 habitants, o Mesen, amb 980 habitants.
- Només dos parlaments belgues es troben fora de Brussel·les: el parlament való a Namur i el parlament de la Comunitat Germanòfona a Eupen.
- La frontera lingüística era només una divisió administrativa a l'inici. A poc a poc, ha anat esdevenint una frontera política.
- Les fronteres administratives belgues contemporànies no tenen gaire relació amb les fronteres polítiques dels estats i de les províncies històriques d'abans de l'ocupació francesa de 1795. El ducat de Brabant, el comtat de Flandes, el principat de Lieja i el ducat de Luxemburg van ser tots plurilingües durant segles i van escindir-se segons fronteres lingüístiques.

## El futur
Després de cada elecció, es parla sempre de simplificar l'estructura administrativa de l'Estat i de suprimir nivells gairebé obsolets com les províncies i els districtes.